# Vrij Historisch Onderzoek
Asociația Vrij Historisch Onderzoek (abreviată VHO, „Cercetarea istorică liberă”) a fost înființată în anul 1985 de către frații Siegfried Verbeke și Herbert Verbeke și își are sediul în orașul belgian Anvers (Flandra). Activitățile VHO sunt conduse în mare parte de Siegfried Verbeke. VHO este o organizație de extrema dreaptă. Activitățile sale s-au diminuat, potrivit Raportului Anual 2004 pentru protecția Constituției, ca urmare a problemelor financiare și a intensificării măsurilor preventive întreprinse de poliția belgiană.
Site-ul VHO este administrat, în principal, de Germar Rudolf și oferă o mare varietate de texte prin care este negat Holocaustul. Pot fi comandate cărți și broșuri care susțin ideologii extremiste, unele dintre acestea fiind interzise în Germania și confiscate de autorități. Site-ul VHO se numără printre „cele mai mari site-uri revizioniste  din lume”. Oficial, site-ul este deținut de editura Castle-Hill din Hastings (Anglia).

## Revista de cercetare istorică
VHO, sau compania asociată „Castle Hill Publishers” a lui Germar Rudolf, publică revista Vierteljahreshefte für freie Geschichtsforschung (VffG), care este trimisă din Belgia, în unele cazuri  fără a fi fost solicitată. În plus, VHO este începând din 2002, împreună cu CODOH, editorul revistei „The Revisionist”. Revistele trimestriale sunt catalogate de autorități ca fiind „publicații pseudoștiințifice”, în care „genocidul evreilor europeni este în mare parte negat și crimele de război germane sunt minimalizate”.

## Sprijin din partea altor organizații de extrema dreaptă
Directorul VHO, Siegfried Verbeke, care a fost condamnat pentru negarea Holocaustului a fost sprijinit de asociația flamando-neerlandeză de extrema dreaptă Voorpost în 2005, printr-o donație.